# Tỉnh (Iran)

Các tỉnh của Iran theo dân số năm 2014.

Các tỉnh của Iran theo mật độ dân số năm 2013.

Các tỉnh của Iran theo diện tích (km²).

Các tỉnh của Iran theo GDP năm 2014.

Các tỉnh của Iran theo GDP đầu người năm 2012.

Tỉnh (استا: ostān) là cấp hành chính địa phương cao nhất ở Iran. Iran có 30 tỉnh. Mỗi tỉnh do một tỉnh trưởng (استاندار: ostāndār) đứng đầu. Tỉnh trưởng của Iran là người do chính quyền trung ương bổ nhiệm. Mỗi tỉnh gồm một thành phố tỉnh lỵ (مرکز: markaz) và một số huyện (شهرستان: shahrestān).
| Tỉnh                      | Thành phố tỉnh lỵ | Diện tích (km²) | Dân số     | Mật độ dân số (người/km²) | Số huyện trực thuộc |
| ------------------------- | ----------------- | --------------- | ---------- | ------------------------- | ------------------- |
| Ardabil                   | Ardabil           | 17.800          | 1.257.624  | 70,7                      | 9                   |
| Đông Azerbaijan           | Tabriz            | 45.650          | 3.500.183  | 76,7                      | 19                  |
| Tây Azerbaijan            | Urmia             | 37.437          | 2.949.426  | 78,8                      | 14                  |
| Bushehr                   | Bushehr           | 22.743          | 816.115    | 35,9                      | 9                   |
| Chaharmahal và Bakhtiari  | Shahrekord        | 16.332          | 842.002    | 51,6                      | 6                   |
| Fars                      | Shiraz            | 122.608         | 4.385.869  | 35,8                      | 23                  |
| Gilan                     | Rasht             | 14.042          | 2.410.523  | 171,7                     | 16                  |
| Golestan                  | Gorgan            | 20.195          | 1.637.063  | 81,1                      | 11                  |
| Hamadan                   | Hamadan           | 19.368          | 1.738.772  | 89,8                      | 8                   |
| Hormozgan                 | Bandar Abbas      | 70.669          | 1.314.667  | 18,6                      | 11                  |
| Ilam                      | Ilam              | 20.133          | 545.093    | 27,1                      | 7                   |
| Isfahan                   | Isfahan           | 107.029         | 4.454.595  | 41,6                      | 21                  |
| Kerman                    | Kerman            | 180.836         | 2.432.927  | 13,5                      | 14                  |
| Kermanshah                | Kermanshah        | 24.998          | 1.938.060  | 77,5                      | 13                  |
| Bắc Khorasan              | Bojnourd          | 28.434          | 786.918    | 27,7                      | 6                   |
| Razavi Khorasan           | Mashhad           | 144.681         | 5.202.770  | 36,0                      | 19                  |
| Nam Khorasan              | Birjand           | 69.555          | 510.218    | 7,3                       | 4                   |
| Khuzestan                 | Ahvaz             | 64.055          | 4.345.607  | 67,8                      | 18                  |
| Kohgiluyeh và Boyer-Ahmad | Yasuj             | 15.504          | 695.099    | 44,8                      | 5                   |
| Kurdistan                 | Sanandaj          | 29.137          | 1.574.118  | 54,0                      | 9                   |
| Lorestan                  | Khorramabad       | 28.294          | 1.758.628  | 62,2                      | 9                   |
| Markazi                   | Arak              | 29.130          | 1.361.394  | 46,7                      | 10                  |
| Mazandaran                | Sari              | 23.701          | 2.818.831  | 118,9                     | 15                  |
| Qazvin                    | Qazvin            | 15.549          | 1.166.861  | 75,0                      | 5                   |
| Qom                       | Qom               | 11.526          | 1.064.456  | 92,4                      | 1                   |
| Semnan                    | Semnan            | 97.491          | 589.512    | 6,0                       | 4                   |
| Sistan và Baluchistan     | Zahedan           | 181.785         | 2.290.076  | 12,6                      | 8                   |
| Tehran                    | Tehran            | 18.814          | 12.150.742 | 645,8                     | 13                  |
| Yazd                      | Yazd              | 129.285         | 958.318    | 7,4                       | 10                  |
| Zanjan                    | Zanjan            | 21.773          | 970.946    | 44,6                      | 7                   |
| Iran                      | Tehran            | 1.644.886       | 68.467.413 | 42,0                      | 324                 |